# Torre Saracena (Mattinata)
La Torre Saracena di Mattinata (anticamente di Matinata) è una delle torri costiere costruite per il sistema difensivo costiero del Regno di Napoli. Venne costruita nel 1569 sotto l'ordine del viceré spagnolo don Pedro di Toledo.
È la terza torre costiera appartenente al territorio della Capitanata. Eccone la descrizione 25 anni dopo la sua costruzione:
(Carlo Gambacorta, Visita delle Torri di Capitanata nel mese di dicembre 1594)
Nel 1685 la torre "ha bisogno dell'astrico di sopra, e resarcire quello di sotto e accomodare la cisterna".
Un tempo isolata nella splendida e spaziosa campagna di Mattinata, la sua parte sommitale è oggi ampiamente compromessa da una moderna sopraelevazione. Attualmente è sede di un'attività turistica.